# 筋骨草
筋骨草（学名：Ajuga ciliata）为唇形科筋骨草属下的一个种。多年生草本植物。见于河北、山东、河南、山西、陕西、甘肃、四川及浙江。可入药。

## 变种
- 陕甘筋骨草（学名：Ajuga ciliata var. chanetii）是唇形科筋骨草属筋骨草的变种。分布在中国大陆的甘肃、河北、陕西等地，生长于海拔1,800米的地区，常生于矮草丛中。
- 卵齿筋骨草（学名：Ajuga ciliata var. ovatisepala）是唇形科筋骨草属筋骨草的变种。分布在中国大陆的四川等地，生长于海拔2,500米的地区，多生长在路边草丛中。
- 微毛筋骨草（学名：Ajuga ciliata var. glabrescens）为唇形科筋骨草属筋骨草的变种。分布在中国大陆的甘肃、四川、陕西、湖北等地，生长于海拔1,100米至2,500米的地区，多生在草坡草丛中、路边及林下。

## 扩展阅读
- 維基物種上的相關：筋骨草